# Història de São Paulo

Bandera de l'estat de São Paulo

La història de São Paulo és la història de l'Estat de São Paulo, al Brasil.

## Inici de la colonització
El nom de São Vicente va ser posat per Amerigo Vespucci el 22 de gener de 1502, en un viatge que tenia per objectiu fer un mapa del litoral de Brasil. Quan varen passar per la regió, va trobar dues illes (on avui hi ha les ciutats de Santos i São Vicente a l'illa del mateix nom i la ciutat de Guarujá a l'illa de Santo Amaro) on hi ha l'estuari que creien era un riu. Era el dia de Sant Vicenç, i van batejar la localitat amb aquest nom.
Martim Afonso de Sousa marxà cap al Brasil amb diversos objectius. El primer d'ells era el d'establir oficialment la colonització del Brasil, confirmant el poder de la corona. Com a conseqüència, va treure el poder de les mans de Cosme Fernandes Pessoa. Avisat d'això, Barcharel incendià el local i s'enretirà amb el seu personal fins a Cananéia. Martim Afonso de Sousa fundà oficialment el poblat de São Vicente en el lloc on es trobaven les ruïnes anteriors, en data de 22 de gener 1532. El 1536 atacà i cremà el poblat.
El port de São Vicente fou el primer gran desastre ecològic del Brasil; la costa fou netejada i cultivada. Essent com era la terra sorrenca i perdent la seva protecció natural, les pluges s'endugueren la sorra cap al mar tapant el port de São Vicente. Martim Afonso de Sousa partirà de São Vicente el 22 de maig de 1533, deixant l'administració en mans de Brás Cubas, el qual, veient l'obturació del port per la sorra, única via de comunicació amb la metròpoli portuguesa, i l'atac de Bacharel de Cananéia a São Vicente, decidí muntar un port nou a la regió d'Enguaguaçu, indret més protegit, cap on fou transferit el port el 1536, establint allà un assentament. El sol fet que el nom de l'indret sigui indígena, i no portuguès, evidencia que la iniciativa no fou oficial. Brás Cubas va atreure cap allà els colons d'àrees pròximes i fundà un poblat, que futurament rebria el nom de Santos, i on hi promogué millores, com la construcció de la primera Santa Casa del Brasil. São Vicente entra així en crisi.
La primera notícia de l'arribada de dones portugueses data del 1550.
La fundació de São Vicente en el litoral paulista inicià el procés de colonització del Brasil com a política sistemàtica del govern portuguès, motivada per la presència d'estrangers que amenaçaven la possessió de la terra. Evidentment, abans d'això ja hi havia un nucli portuguès que, a semblança d'altres de regions litorals, havia estat construït per nàufrags i datava, probablement, d'inicis del segle xvi. Fou durant l'estada de Martim Afonso de Sousa que es fundà, el 20 de gener de 1532, la vila de São Vicente, i amb ella s'instal·là el primer marc efectiu de colonització brasilera.
El nom de São Vicente s'estengué a la capitania hereditària donada al mateix Martim Afonso de Sousa, pel Rei de Portugal, el 1534. Així, el primer nom de l'actual Estat de São Paulo fou la capitania de São Vicente.
Malgrat les innumerables dificultats per a traspassar la Serralada del Mar, els camps de l'altiplà atreien els pobladors, cosa que convertí São Paulo en una excepció en el tipus de colonització dels portuguesos en els primers temps, que es fixaven sobretot en el litoral. Així, el 1553, pobladors portuguesos fundaren la vila de Santo André da Borda do Campo. A l'any següent, els pares de la Companyia de Jesús fundaren en una colina de Piratininga un col·legi per indis. El 1560, la vila de Santo André fou extinta i els seus pobladors foren transferits cap a São Paulo de Piratininga.
La façana litoral, estreta per la presència de la serra, no presentava les condicions necessàries per al desenvolupament. Per la seva banda, l'altiplà portava com a seriós obstacle del camí del Mar que, en comptes d'unir, aïllava la regió de Piratininga, negant-li l'accés a l'oceà i, per tant, la facilitat pel transport. En conseqüència, la capitania passà a ser relegada a un pla econòmic inferior, impedida de cultivar amb èxit el gran producte agrícola del Brasil colonial, la canya de sucre, i de competir amb la principal zona sucrera de l'època, representada per Pernambuco i Bahia.
S'establí a Piratininga una policultura de subsistència basada en el treball forçat de l'indi. Els inventaris dels primers paulistes acusaven una petita quantitat d'importacions i una completa absència de luxe, tot i la pobresa. L'aïllament dels primers paulistes creà a l'altiplà una societat peculiar. Arribar a São Paulo requeria una fibra especial en la lluita contra les dificultats d'accés a la serra, l'atac dels indis, la fam i les malalties, cosa que portaria la migració europea a un rigorós procés selectiu. Aquestes condicions de vida determinen la formació d'una societat amb motllos més democràtics que aquells que s'establiren al nord de la colònia.
Va ocórrer en bona part, tant per la proliferació de mamelucs oriünds de l'inevitable com per l'intens encreuament de les índies autòctones, pertanyents a les tribus tupis que dominaven el litoral brasiler. A São Paulo, especialment, l'hibridisme luso-tupi en la seva versió ètnico-cultural no s'atenuaria tan ràpidament com va passar en altres regions, en què el flux de negres i el contacte més fàcil amb la metròpoli el va diluir. Més de què en qualsevol altre lloc, el portuguès tindria una excepcional capacitat d'adaptació, integrant alguns trets culturals tupis que li permeteren sobreviure.

## Exploració i ocupació
A inici del segle xvi el litoral paulista és visitat per navegadors portuguesos i espanyols, però només el 1532 es dona la fundació de la primera població, São Vicente a la Baixada Santista per Martim Afonso de Sousa.
La recerca de materials preciosos portà als portuguesos a ultrapassar la Serra do Mar per l'antic camí indígena de Peabiru i, el 1554, a l'altiplà existent després de la Serra do Mar, és fundada la vila de São Paulo de Piratininga pels jesuïtes liderats per Manuel da Nóbrega.
Fins al final del segle xvi són fundades altres viles al voltant de l'altiplà, com Santana de Parnaíba, garantint així la seguretat i la subsistència de la vila de São Paulo.

## Les "bandeiras"
Dificultats econòmiques, instint camperol, localització geogràfica (São Paulo éra un important centre de circulació fluvial i terrestre) i esperit d'aventura serien poderosos impulsos en l'arrancada cap el sertão. Des dels primers temps de la colonització eren constants les escomeses d'un bandeirisme defensiu que volia garantir l'expansió paulista del segle xvii. Aquest seria el gran segle de les bandeiras, aquell en què s'iniciava el bandeirisme ofensiu, pròpiament dit, el propòsit era en gran part de benefici immediat proporcionat per la caça a l'indi. De la vila de São Paulo partiren les bandeires capitanejades per Antônio Raposo Tavares, Manuel Preto i André Fernandes, entre d'altres.

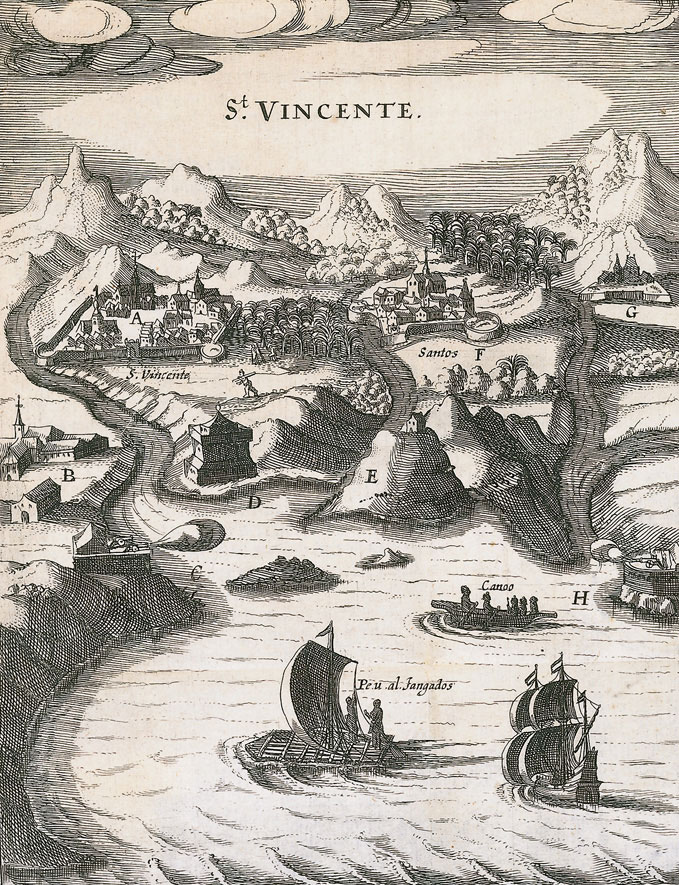
São Vicente - 1624

Les condicions peculiars de vidà a l'altiplà permeteren que els paulistes, durant els dos primers segles, gaudissen de considerable autonomia en sectors com defensa, relacions amb els indis, administració eclesiàstica, obres públiques i serveis municipals, control de preus i mercaderies. Les cambres municipals, compostes per "homes bons" del país, rarament es contenien dins les seves legítimes atribucions; a São Paulo, especialment, la seva independència quasi fa oblidar el govern portuguès.
Del bandeirisme d'apreuament es va passar al bandeirisme de mines, quan l'activitat de Borba Gato, Bartolomeu Bueno da Silva, Pascoal Moreira Cabral i altres fou recompensada amb la trobada de mines d'or a Minas Gerais i Mato Grosso. Dura prova fou l'efecte del descobriment d'or a São Paulo i altres viles de l'altiplà, tots buscaven l'enriquiment immediat representat per material preciós. Com diu José Joaquim Machado de Oliveira, "no hi havia paulista que en major o menor mesura que deixés el pensament de descobrir mines".
Així, el poblament dels "sertões brasilers" es va fer amb sacrifici dels habitants de São Paulo i en detriment de la densitat poblacional de la capitania. Aquesta ruptura demogràfica, aliada a factors geogràfics ja mencionats (la serra del mar), va provocar una baixada de la productivitat agrícola, bé amb la baixada d'altres activitats, cosa que accentuà la pobresa del poble al llarg del segle xviii. La capitania, que aleshores ocupava tota la regió de les descobertes d'or, fou transferit cap a la corona i allà s'instal·là el govern propi el 1709, separat del govern de Rio de Janeiro i amb seu a la vila de São Paulo, elevada a la categoria de ciutat el 1711.

## El cicle de l'or i la decadència de la capitania
A finals del segle xvii, bandeirants paulistes descobreixen or a la regió de Rio das Mortes, a les proximitats de l'actual São João del-Rei. La descoberta d'or provoca una marxa en direcció a Minas Gerais, com eren anomenades a l'època els innumerables dipòsits d'or per exploradors vinguts tant de São Paulo com d'altres parts de la colònia. Com descobridors de mines, els paulistes demandaven exclusivitat en l'exploració d'or, i foren finalment vençuts el 1710 amb la Guerra dos Emboadas, perdent el control de Minas Gerais. L'or extret de Minas Gerais seria tret via Rio de Janeiro. Com compensació, la vila de São Paulo és elevada a la categoria de ciutat el 1711.
L'èxode en direcció a Minas Gerais provoca una decadència econòmica a la capitania, i al llarg del segle xviii aquesta va anar perdent territori i dinamisme econòmics fins a ser senzillament annexada el 1748 a la capitania de Rio de Janeiro. Alguns autors donen resposta a aquesta versió de la decadència de la província. El principal argument que porta historiadors a defensar aquesta tesi, és l'estabilització del nombre de viles sorgides al període. Tanmateix el nombre d'habitants no hauria disminuït, només concentrat en les viles ja existents lligats al camp. La principal justificació per l'annexió de la província de Rio fou la seguretat de les mines, ja que São Paulo seria el seu escut natural contra invasions oriündes de l'Argentina o altres colònies espanyoles (irònicament el mateix argument utilitzat per la seva restauració anys després).

## La restauració i la província de São Paulo
El 1765, pels esforços de Morgado de Mateus, és reinstaurada la Capitania de São Paulo i aquest promou una política d'incentiu de producció de sucre, per garantir el sosteniment de la Capitania. La Capitania és restaurada amb només prop d'un terç del territori de l'extinta São Vicente, comprenent tan sols els actuals Estats de São Paulo i Paraná. Així, són fundades les viles de Campinas, Itú i Piracicaba, on després es va desenvolupar la canya de sucre. El sucre és exportat pel port de Santos i tingué el moment més àlgid a inicis del segle xix.
El 1821 la capitania es converteix en província. La capitania guanya pes polític durant l'època de la Independència a través de la figura de José Bonifacio, natural de Santos, i el 7 de setembre de 1822, la independència és proclamada a les ribes del riu Ipiranga, a São Paulo, per Pere I de Brasil i IV de Portugal, conegut com a Dom Pedro I.
Ja el 1817 havia estat fundada la primera fazenda de cafè de São Paulo, al vall de Paríba, i després la independència el cultiu de cafè guanya força a les terres de la Vall de Paraíba, enriquint ràpidament ciutats com Guaratinguetá, Bananal, Lorena i Pindamonhangaba. A les fazendas cafeteres del Vall de Paraíba era utilitzada en gran escala la mà d'obra esclava.D'aquesta forma la vall s'enriqueix ràpidament, generant una oligarquia rural, mentrestant la resta de la província continua depenent de la canya de sucre i del comerç que es va establint a la ciutat de São Paulo, impulsat per la fundació d'una facultat de Dret el 1827.
Mentrestant, les creixents dificultats imposades al règim d'esclavatge porten a una decadència en el cultiu de cafè a partir de 1860 a aquesta regió. La vall només va perdent impuls econòmic quan el cultiu del cafè migra en direcció a l'oest paulista, endinsant-se primerament a la regió de Campinas i Itú, substituint el cultiu de canya de sucre realitzat fins aleshores. La migració de cafè cap a l'oest provoca grans canvis econòmics i socials a la Província. La prohibició del tràfic negrer el 1850 porta la necessitat de buscar una nova forma de mà d'obra per als nous cultius. La Migració europea passa a ser incentivada pel govern Imperial i provincial.
La sortida dels grans de cafè passa a ser feta via el port de Santos, cosa que porta la fundació de la primera línia de ferrocarril paulista, la São Paulo Railway, inaugurada el 1867, construïda per capitals anglesos i del Bescomte de Mauá, lligant Santos a Jundiaí, passant per São Paulo, que comença a transformar-se en un important enclavament comercial entre el litoral i l'interior cafeter.
El cafè va endinsant-se progressivament a l'oest paulista, passant per Campinas, Rio Claro, Porto Ferreira i el 1870 aquest troba l'àrea més propicia pel seu cultiu, les fèrtils terres roges del nord-est paulista, pròximes a Ribeirão Preto i São Carlos, on sorgiren les majors i més productives fazendas de cafè del món. A part de les noves terres pel cafè, exploradors s'endinsen al fins aleshores desconegut quadrilater comprès entre la Serra de Botucatu i els rius Paraná, Tieté i Paranapanema, on fundaren ciutats com Bauru, Marília, Araçatuba i Presidente Prudente al final de segle xix i inicis del segle xx.
L'enriquiment provocat pel cafè i la constant arribada d'immigrants italians, portuguesos, espanyols, japonesos i àrabs a la província, a part del desenvolupament d'una gran xarxa ferroviària, porten la prosperitat a São Paulo. Les fronteres actuals paulistes són fixades per l'emancipació del Paraná el 1853. El sud paulista (Vale do Ribeira i la regió de Itapeva) no atreuen el cultiu del cafè i pateixen litigis fronterers entre São Paulo i Paraná, essent per tant posades al marge del desenvolupament de la resta de la província, tornant-se, fins avui dia, en les regions més pobres del territori paulista.

## República Velha i la política del cafè amb llet
En instaurar-se la república, s'afirmava clarament el predomini econòmic del nou estat. Si el Brasil era el cafè, el cafè era São Paulo. Aquesta realitat repercutí a l'esfera nacional, dona l'homogeneïtat de 1894 a 1902, en 3 quadriennis consecutius amb els presidents Prudente de Morais, Campos Sales i Rodrigues Alves.
São Paulo ingressà amb dos triomfs a l'era republicana: La riquesa representada pel cafè i el sistema de mà d'obra lliure, que fou introduït abans de l'abolició de l'esclavatge i ja s'adaptà i integrarà al modus de producció de l'agricultura paulista. D'altra banda, l'autonomia local conferida pel nou règim federatiu, que amb els amplis drets conferits als estats resultava, a la pràctica, una verdadera sobirania, venia a reforçar políticament i administrativament els avantatges conferits pels dos factors anteriorment mencionats.
D'aquesta forma, beneficiant-se de la debilitat institucional durant la Primera República, São Paulo s'alineà el seu poder econòmic a la força electoral de Minas Gerais i instaurà la política del cafè amb llet, que tingué per conseqüència un canvi en el federalisme del Brasil, essent fins avui visibles els resultats. Per això, hi hagué també la visió empresarial dels seus homes de negocis, cultivadors de cafè principalment, que, encara amb l'imperi, havien après a usar la vitalitat i el poder polític en la defensa dels seus interessos econòmics. Perceberen immediatament l'oportunitat de la introducció de l'immigrant estranger i ho subsidiaren amb recursos de la província, una vegada que el govern imperial dispensava majors atencions a l'establiment de nuclis colonials de què la immigració assalariada. Amb la nova situació creada per la institució de règim republicà, pogueren ampliar els seus medis d'acció. D'aquí en endavant, fins a la crisi del 1929, no perderen de vista l'expansió i la defensa del producte que sustentava l'economia de la regió.
A pesar de les dissensions internes i de diverses dissidències, el Partit Republicà Paulista (PRP) aconseguí mantenir una gran cohesió en favor de la Unió, la qual cosa li permeté portar endavant una política que satisfés, en general, els interessos dominant i que, innegablement, va contribuir al prestigi de São Paulo dins la federació. No foren mentrestant, tranquils els primers moments republicans de São Paulo. Reflecteixen les agitacions i els desencerts que ocorrien en l'àmbit federal. Com en els altres estats, s'establí una junta governativa provisional. De seguida fou nomenat governador Prudente de Morais, que després hi renuncià. El govern de l'estat passar aleshores per Jorge Tibiriçá, indicat per Deodoro da Fonseca.
El 1890, s'inaugurà l'era de les dissensions polítiques dins del PRP, amb l'oposició exercida pel Centre Republicà de Santos que, en manifest de 24 d'agost de 1890, llançà la candidatura d'Américo Brasiliense de Almeida e Melo. S'agità la facultat de dret, en tant que les principals figures republicanes de São Paulo, com Prudente de Morais, Campos Sales, Bernardino de Campos i Francisco Glicério de Cerqueira Leite, entre d'altres, s'inquietaren amb l'autoritarisme del mariscal Deodoro da Fonseca. Aquest va destituir Jorge Tibiriçá i delegà el poder, el 1891, a Américo Brasiliense, que Deodoro da Fonseca considerava l'únic capaç d'organitzar São Paulo. S'agreujaren els descontentaments. Amargues polèmiques foren travades entre Campos Sales, pel correu Paulistà i Francisco Rangel Pestana, que feia de portaveu a l'Estat de Sao Paulo. En aquest ambient s'instal·là, el 8 de juny de 1891, l'Assemblea constituent i, el juliol, Américo Brasiliense, ja elegit president de l'estat, promulgà la primera constitució paulista.
Els ànims semblaven asserenar-se, quan el cop de Deodoro da Fonseca feu renàixer l'agitació. La capital i l'interior vivien amb l'amenaça de subversió de l'ordre públic, que es generalitzava pel país. Per evitar la guerra civil, Deodoro renuncià i assumí la presidència de la República el vicepresident, Floriano Peixoto, que rebé aleshores el suport públic i financer de São Paulo contra les revoltes que hi havia a la nació. En canvi, São Paulo assumí l'hegemonia de la federació amb l'elecció de Prudente de Morais, el 1894, que donava inici a la sèrie de presidents civils.
Mentrestant això, l'estat, Américo Brasiliense passa el govern al Major Ségio Tertuliano Castelo Branco, que després el transmeté al vicepresident, José Alves de Cerqueira César. Aquest davant l'esperit de motí i de reacció monàrquica que regnava dissolgué l'Assemblea legislativa, convocà immediatament un altre congrés i després totes les cambres municipals de l'Estat. Es realitzaren eleccions de diputats i senadors pel segon legislatiu estatal, que s'instal·là el 7 d'abril de 1892. Demostrant sempre decisió i fermesa, Cerqueira César convocà l'electorat per escollir nou president de l'estat, el que recaigué sobre Bernardino de Campos, el primer governant paulista electe per sufragi directe.
Pressions polítiques exigint el fi del predomini de l'elit cafetera paulista sorgeixen moviments artístics com la setmana de 1922, propagant noves ideies socials i econòmiques. La immigració externa comença a debilitar-se i les vagues anarquistes i comunistes exploten a São Paulo en el moment que imperis industrials com el de Matarazzo són formats. L'any 1924, durant la presidència estatal de Carlos de Campos, a São Paulo es va produir la Revolució de 1924, tant a la capital com a l'interior, que va obligar a Carlos de Campos a retirar-se de la capital. Es produeixen destruccions, depredacions i bombardeigs. La capital de São Paulo va ser l'escenari del conflicte urbà més gran de la història del Brasil, en escenes que recorden la Primera Guerra Mundial, amb explosions de bombes, cases i edificis destruïts, bombardeigs d'avions, soldats amb metralladores, població fugint per la carrers, tancs de guerra que travessen la ciutat i trinxeres obertes als carrers.[31] Els rebels són derrotats i es dirigeixen cap al sud del Brasil.

## Era Vargas
Durant la dècada del 1930. São Paulo es caracteritzà, des del punt de vista econòmic, pels esforços d'ajust a les noves condicions creades per la crisi mundial de 1929 i per la crisi del cafè. Des del punt de vista polític, el període fou marcat per la lluita per la recuperació de l'hegemonia paulista a la federació, empesa per l'Aliança Liberal i al final aniquilada per la revolució de 1930. Aquesta va sotmetre l'estat a l'acció dels interventors federals, que, d'inici no eren ni paulistes.
Sorgiren després reivindicacions a favor d'un govern paulista, però la realitat el que pretenia era la restauració dels grups hegemònics paulistes, els interessos del qual, tant econòmics com polítics, estaven essent perjudicats per la nova situació alguns interventors, com João Alberto Lins de Barros, buscaven conciliar la cultura del cafè amb la nova orientació del govern federal. Habituats a conduir el seu propi destí, les classes dirigents s'insurgiren sota el lideratge del partit Democràtic, aleshores presidit pel professor Francisco Morato, justament el partit aliat a la revolució getulista de 1930. L'organització política, no obstant, va trencar amb el govern federal. De la ma de les classes conservadores i el vell PRP, va crear el Front Únic Paulista. Aquesta procurà l'aliança amb altres estats, particularment amb l'oposició gaúcha, però al final els paulistes es rebel·laren, comptant tan sols amb el suport de les tropes del sud de Mato Grosso.
El 9 de juliol de 1932 esclatà la revolució constitucionalista de São Paulo. Governava l'estat, com interventor federal, el paulista Pedro de Toledo, després proclamat governador. Es formaren batallons de voluntaris, i s'adheriren al moviment algunes unitats de l'exèrcit, un fort contingent del Mato Grosso i quasi la totalitat de la força pública de l'estat. Foren mobilitzats inicialment cinquanta mil homes, al comandament del qual hi havia el Coronel Euclide de Oliveira Figueiredo i després el general Bertoldo Klinger, sota la direcció suprema del general Isidoro Dias Lopes. La indústria participà de la revolució amb entusiasme. Sota la direcció de Roberto Cochrane Simonsen, tot el parc industrial paulista fou col·locat al servei de la rebel·lió, dedicat a la producció bèl·lica. S'organitzà també l'abastament intern. La lluita durà tan sols tres mesos i s'acabà amb la derrota dels paulistes i la pèrdua de centenars de vides.
Alguns mesos després de la capitulació, el govern federal, a fi de pacificar el país, decidí convocar eleccions per l'Assemblea Constituient, responent a l'objectiu principal dels revolucionaris paulistes, la restauració de l'ordre constitucional. Aleshores, São Paulo fou ocupat militarment l'octubre de 1932 i agost de 1933. Foren exiliats l'exgovernador Pedro de Toledo, el seu secretariat i altres polítics que prengueran part activa a la revolució.

## Industrialització i metropolització
Després de la Primera Guerra Mundial, el cultiu del cafè comença a patir crisis d'excés d'oferta i competència d'altres països. El cultiu comença a ser controlat pel govern, per tal d'evitar crisis i les hisendes tancan, portant immigrants en direcció a São Paulo, on es convertiran en operaris. El 1930 el cafè entra en la seva darrera crisi, amb el crac de la borsa de Nova York l'any anterior, el col·lapse dels preus externs dels grans de cafè i la Revolució de 1930, que retirà els paulistes del poder. La crisi del cafè s'amplifica després de la Revolució Constitucionalista i l'èxode rural en direcció a São Paulo buida l'interior de l'estat.
La Segona Guerra Mundial trenca les importacions de productes i la indústria paulista inicia un procés de substitució d'importacions passant a produir a l'Estat els productes fins aleshores importats. El procés s'intensifica amb el govern de Juscelino Kubitschek, que llança les bases de la indústria de l'automòbil a l'ABC paulista. Per suplir la mà d'obra necessària, l'estat passa a rebre milions de nordestins, venint principalment dels estats de Bahia, Ceará, Pernambuco i Paraíba, que substitueixen els antics immigrants que ara formen part de la classe mitjana paulista, com a operaris. Aquests viuran principalment a la periferia de São Paulo i a les ciutats veïnes. Aquest ràpid augment poblacional promou un procés de metropolització, on São Paulo s'ajunta amb ciutats veïnes, formant la Regió Metropolitana de São Paulo. El 1960, la ciutat de São Paulo es torna la major ciutat brasilera i el principal pol econòmic del país, superant Rio de Janeiro.

## Industrialització de l'interior
A les dècades de 1960 i 1970, el govern estatal promou diverses obres que incentiven l'economia de l'interior de l'Estat, buidat des de la fallida del cafè el 1930. L'obertura i duplicació de la Via Dutra (BR-116) recupera i industrialitza la Vall de Paraíba, que es concentra entorn de la indústria aeronàutica de São José dos Campos. Cap a l'oest, la implantació de l'Aeroport Internacional de Viracopos, i la creació de la Universitat de Campinas (Unicamp), l'obertura de carreteres com la d'Anhanguera i la implementació de les tècniques modernes de producció, en especial de la canya de sucre i del seu subproducte, l'alcohol combustible, porten novament el progrés a les regions de Campinas, Sorocaba i Ribeirão Preto i Franca.
Aquest procés de recuperació econòmica de l'interior, s'intensifica a partir de la dècada de 1980, quan grans problemes urbans, com violència, pol·lució i ocupació desordenada, afligeixen la Grande São Paulo. Entre 1980 i 2000 la gran majoria de les inversions realitzades a l'Estat són fetes fora de la Capital, que passa d'una metròpoli industrial cap a un pol de serveis i finances. L'interior, en especial l'eix Campinas - São Carlos - Ribeirão Preto - Franca - Sorocaba - São José dos Campos - Taubaté es torna indústrialitzat i pròsper. Mentrestant, fins i tot amb l'enriquiment i industrialització del interior, altres Estats passen a tindre una taxa de creixement econòmic encara més elevada que São Paulo, principalment les regions Sud i Centre-oest.
Actualment, encara que el creixement no sigui ja tan alt i tingui competència d'altres estats, São Paulo és el principal pol econòmic, polític i industrial d'America del Sud, essent el major mercat consumidor del Brasil.